# Кунсентмартон
Кунсентмартон (мађ. Kunszentmárton) град је у средишњој Мађарској. Кунсентмартон је значајан град у оквиру жупаније Јас-Нађкун-Солнок.
Град је имао 9.013 становника према подацима из 2008. године.

## Географија
Град Кунсентмартон се налази у средињњем делу Мађарске. Од престонице Будимпеште град је удаљен 145 километара југоисточно. Град се налази у северном делу Панонске низије, у равничарском подручју, близу ушћа Кереша у Тису.

## Партнерски градови
- Тетеров